# Lista över arbetslivsmuseer i Värmlands län
Här följer en förteckning över arbetslivsmuseer i Värmlands län.

## Värmlands län
| Namn                                                      | Typ av museum  | Kommun, ort                | Adress Koordinat | ID-nr | Bild                                                                                        |
| --------------------------------------------------------- | -------------- | -------------------------- | --- | ----- | ------------------------------------------------------------------------------------------- |
| Bogserbåten Rolf                                          |                | Säffle, Säffle             | Hemmahamn: I Harefjordens sjö utanför Marinmotormuseet, 3 km norr om Säffle 59.1592, 12.90903                                                                                   | 4532  | Ladda upp en till bild av detta arbetslivsmuseum                                            |
| Brigadmuseum                                              |                | Karlstad, Karlstad         | Sandbäcksgatan 31 59.38817, 13.4948 | 4574  | Se fler bilder av detta arbetslivsmuseum · Ladda upp en till bild av detta arbetslivsmuseum |
| Hammarö skärgårdsmuseum                                   |                | Hammarö, Skoghall          | Sverres väg 15 59.33667, 13.52273 | 4568  | Ladda upp en bild av detta arbetslivsmuseum                                                 |
| Krontorps gård, skolan                                    |                | Kristinehamn, Kristinehamn | Krontorps gård 59.16722, 14.19977 | 2269  | Ladda upp en bild av detta arbetslivsmuseum                                                 |
| Svanskogs järnvägsstation                                 |                | Säffle, Svanskog           | Järnvägsgatan 1 59.17985, 12.55072 | 2262  | Ladda upp en bild av detta arbetslivsmuseum                                                 |
| Hembygdsgården Kristinehamn                               |                | Kristinehamn, Kristinehamn | Norrgården 59.31455, 14.12968 | 2260  | Ladda upp en bild av detta arbetslivsmuseum                                                 |
| Klässbols linneväveri                                     |                | Arvika, Klässbol           | Damastvägen 5 59.5315, 12.74493 | 2264  | Ladda upp en till bild av detta arbetslivsmuseum                                            |
| Värmlandståg                                              |                | Kil, Kil                   | Lokstallarna 59.50462, 13.31625 | 2265  | Ladda upp en bild av detta arbetslivsmuseum                                                 |
| Thermiamuseet                                             |                | Arvika, Arvika             | Thermiavägen 2 59.6612, 12.59137 | 4389  | Ladda upp en bild av detta arbetslivsmuseum                                                 |
| Brödmuseum                                                |                | Filipstad, Filipstad       | Från Karlstad väg 63. Vid infart Filipstad sväng höger i rondell vid OK bensinstation. Åk rakt fram några hundra meter. Följ skyltning Wasa brödbutik/museum. 59.7083, 14.15712 | 4383  | Ladda upp en bild av detta arbetslivsmuseum                                                 |
| Älvsjöhyttans hästjärnväg, smedja och såg                 |                | Filipstad, Lesjöfors       | Älvsjöhyttan 59.99723, 14.32703 | 2308  | Ladda upp en till bild av detta arbetslivsmuseum                                            |
| Tandläkarmuseum                                           |                | Sunne, Sunne               | Villa Helios, Skäggebergsvägen 2 59.82852, 13.13657 | 2301  | Ladda upp en bild av detta arbetslivsmuseum                                                 |
| Sölje bygdegård och museer                                |                | Arvika, Sölje              | 59.4878, 12.68903 | 2300  | Ladda upp en bild av detta arbetslivsmuseum                                                 |
| Torsby fordonsmuseum                                      |                | Torsby, Torsby             | Torsby herrgård 60.13388, 12.99938 | 2303  | Ladda upp en bild av detta arbetslivsmuseum                                                 |
| Värmlands brandhistoriska museum                          |                | Storfors, Storfors         | Gamla spruthuset 59.53793, 14.27905 | 2305  | Ladda upp en till bild av detta arbetslivsmuseum                                            |
| Älgå spiksmedja                                           |                | Arvika, Älgå               | Kör rv 172 mot Årjäng/Bengtsfors. I Sulvik sväng vänster mot Glava. Kör till Älgå. Spiksmedjan ligger på höger sida av vägen mitt emot kyrkan. 59.64382, 12.4739                | 2307  | Ladda upp en bild av detta arbetslivsmuseum                                                 |
| Ås brunn, bankmuseum                                      |                | Sunne, Sunne               | Södra Ås 59.76097, 13.25497 | 2306  | Ladda upp en bild av detta arbetslivsmuseum                                                 |
| LM Ericssons minnesgård                                   |                | Grums, Klässbol            | Vegerbol, Nordtomta, Värmskog 59.47222, 12.90083 | 2274  | Ladda upp en till bild av detta arbetslivsmuseum                                            |
| Långelanda tingshus                                       |                | Årjäng, Årjäng             | 59.44162, 12.14367 | 2277  | Se fler bilder av detta arbetslivsmuseum · Ladda upp en till bild av detta arbetslivsmuseum |
| Långbans gruv- och kulturby                               |                | Filipstad, Långban         | 59.85363, 14.26307 | 2276  | Se fler bilder av detta arbetslivsmuseum · Ladda upp en till bild av detta arbetslivsmuseum |
| Gillberga hbf Polis & lantbruksmuseum                     |                | Säffle, Nysäter            | Hembygdsgården 59.28308, 12.77983 | 2271  | Ladda upp en bild av detta arbetslivsmuseum                                                 |
| Kärnåsens hembygdsgård                                    |                | Hagfors, Höje              | 59.99588, 13.56615 | 2270  | Ladda upp en bild av detta arbetslivsmuseum                                                 |
| Lillhagens skogsmuseum (nedlagt)                          |                | Säffle, Långseryd          | Stenbyn, Lillhagen 59.27898, 12.67188 | 2273  | Ladda upp en bild av detta arbetslivsmuseum                                                 |
| Lesjöfors museum                                          |                | Filipstad, Lesjöfors       | Kanalvägen 1 59.97733, 14.18687 | 2272  | Ladda upp en till bild av detta arbetslivsmuseum                                            |
| MC-museet Kedjan                                          |                | Arvika, Arvika             | Repslagaregatan 25 A 671 30 ARVIKA 59.66112, 12.59148 | 2278  | Ladda upp en bild av detta arbetslivsmuseum                                                 |
| Föreningen Ångrike Fryksdalen                             |                | Torsby, Torsby             | Oleby 190 60.1276, 13.03682 | 4196  | Ladda upp en bild av detta arbetslivsmuseum                                                 |
| Arvika fordonsmuseum                                      |                | Arvika, Arvika             | Thermiavägen 2 59.66118, 12.59122 | 2228  | Se fler bilder av detta arbetslivsmuseum · Ladda upp en till bild av detta arbetslivsmuseum |
| Arvikaverkens industrimuseum                              |                | Arvika, Arvika             | Arvikaverken 59.6511, 12.61127 | 2229  | Ladda upp en bild av detta arbetslivsmuseum                                                 |
| Gamla Edebäck, museiföreningen                            |                | Hagfors, Hagfors           | Kroppheden 60.05902, 13.57455 | 2711  | Ladda upp en bild av detta arbetslivsmuseum                                                 |
| Sundsbergs gård                                           |                | Sunne, Sunne               | Ekebyvägen 59.82852, 13.13657 | 4346  | Ladda upp en bild av detta arbetslivsmuseum                                                 |
| Dejefors kraftverk                                        |                | Forshaga, Dejefors         | 59.60628, 13.4753 | 2239  | Ladda upp en bild av detta arbetslivsmuseum                                                 |
| Berga gård lanthandel                                     |                | Sunne, Lysvik              | Berga gård 60.02377, 13.12485 | 2231  | Ladda upp en bild av detta arbetslivsmuseum                                                 |
| Beredskapsmuseet                                          |                | Eda, Koppom                | Hajom 59.67445, 12.14533 | 2230  | Ladda upp en bild av detta arbetslivsmuseum                                                 |
| Björneborgs Hembygdsförening                              |                | Kristinehamn, Björneborg   | Bruksgårdsallén 59.23927, 14.2472 | 2233  | Ladda upp en bild av detta arbetslivsmuseum                                                 |
| Bessemerverket i Hagfors                                  |                | Hagfors, Hagfors           | Uddeholm Tooling 60.03262, 13.69057 | 2232  | Ladda upp en till bild av detta arbetslivsmuseum                                            |
| Borgviks museum                                           |                | Grums, Grums               | Borgviks bruk 59.35365, 12.95885 | 2235  | Se fler bilder av detta arbetslivsmuseum · Ladda upp en till bild av detta arbetslivsmuseum |
| Bruksmuseet Glava glasbruk                                |                | Arvika, Glava glasbruk     | Glava glasbruk 59.53532, 12.46723 | 2237  | Ladda upp en bild av detta arbetslivsmuseum                                                 |
| Brattfors hytta                                           |                | Filipstad, Brattfors       | 59.66653, 14.02142 | 2236  | Se fler bilder av detta arbetslivsmuseum · Ladda upp en till bild av detta arbetslivsmuseum |
| Museet Kvarnen/Ferlinmuseet                               |                | Filipstad, Filipstad       | Kvarntorget 59.71243, 14.16063 | 2700  | Ladda upp en bild av detta arbetslivsmuseum                                                 |
| Bogserbåten Tingvalla                                     |                | Karlstad, Karlstad         | 59.37198, 13.52803 | 2769  | Se fler bilder av detta arbetslivsmuseum · Ladda upp en till bild av detta arbetslivsmuseum |
| Rackstad kvarn                                            |                | Arvika, Rackstad           | 59.6887, 12.64982 | 2288  | Ladda upp en bild av detta arbetslivsmuseum                                                 |
| Rackstadmuseet                                            |                | Arvika, Arvika             | Kungsvägen 11 59.67197, 12.61193 | 2289  | Ladda upp en till bild av detta arbetslivsmuseum                                            |
| Mosstakans skolmuseum                                     |                | Eda, Koppom                | Mosstakans skola 59.62718, 12.13468 | 2280  | Ladda upp en bild av detta arbetslivsmuseum                                                 |
| Motjärnshyttan                                            |                | Filipstad, Motjärnshyttan  | 59.92808, 13.97733 | 2281  | Se fler bilder av detta arbetslivsmuseum · Ladda upp en till bild av detta arbetslivsmuseum |
| Mårbacka minnesgård                                       |                | Sunne, Sunne               | 59.78102, 13.23327 | 2282  | Se fler bilder av detta arbetslivsmuseum · Ladda upp en till bild av detta arbetslivsmuseum |
| Nedre Ulleruds hembygdsgård                               |                | Forshaga, Deje             | Mölnbacka 43, box 70 669 30 Deje 59.60908, 13.49633 | 2283  | Ladda upp en bild av detta arbetslivsmuseum                                                 |
| Nordiska travmuseet                                       |                | Årjäng, Årjäng             | Marknadsvägen 24 59.39112, 12.1558 | 2285  | Ladda upp en bild av detta arbetslivsmuseum                                                 |
| Nordmarks gruvmuseum                                      |                | Filipstad, Nordmarkshyttan | Hembygdsvägen 59.83703, 14.10453 | 2286  | Ladda upp en till bild av detta arbetslivsmuseum                                            |
| Utmarksmuseet                                             |                | Torsby, Ransby             | Gammelvägen 44 60.68067, 12.93817 | 2287  | Ladda upp en bild av detta arbetslivsmuseum                                                 |
| Gillberga hembygdsmuseum                                  |                | Säffle, Värmlands nysäter  | Norra Kik 7 59.29133, 12.79052 | 4434  | Ladda upp en bild av detta arbetslivsmuseum                                                 |
| Säffle marinmotormuseum                                   |                | Säffle, Säffle             | Gamla vattenverket 59.16528, 12.9175 | 2299  | Ladda upp en till bild av detta arbetslivsmuseum                                            |
| Skutboudden                                               |                | Arvika, Brunskog           | 59.65748, 12.8917 | 2293  | Ladda upp en bild av detta arbetslivsmuseum                                                 |
| S/S Polstjärnan Lotsfartyget Polstjärnan                  |                | Karlstad, Karlstad         | Inre hamnen, Karlstad 59.37047, 13.52957 | 2291  | Se fler bilder av detta arbetslivsmuseum · Ladda upp en till bild av detta arbetslivsmuseum |
| Runnevåls skolmuseum                                      |                | Kil, Kil                   | Runnevåls gamla skola 59.51995, 13.30993 | 2290  | Ladda upp en bild av detta arbetslivsmuseum                                                 |
| Svanskogs hembygdsgård                                    |                | Säffle, Svanskog           | Storgatan 59.16982, 12.55342 | 2297  | Ladda upp en bild av detta arbetslivsmuseum                                                 |
| Sunne hembygdsgård                                        |                | Sunne, Sunne               | Hembygdsvägen 7 59.84658, 13.1354 | 2296  | Ladda upp en bild av detta arbetslivsmuseum                                                 |
| Storbrohyttan                                             |                | Filipstad, Filipstad       | 59.72052, 14.15595 | 2295  | Se fler bilder av detta arbetslivsmuseum · Ladda upp en till bild av detta arbetslivsmuseum |
| Stjärnsfors kvarn och bruksmuseum                         |                | Hagfors, Stjärnfors        | 60.03433, 13.62583 | 2294  | Se fler bilder av detta arbetslivsmuseum · Ladda upp en till bild av detta arbetslivsmuseum |
| Filipstads bergslags hembygdsförening                     |                | Filipstad, Filipstad       | Storbrovägen 35 59.71968, 14.15885 | 4440  | Ladda upp en bild av detta arbetslivsmuseum                                                 |
| Nors hembygdsförening                                     |                | Karlstad, Edsvalla         | Hembygdsgården 59.42475, 13.23793 | 4443  | Ladda upp en bild av detta arbetslivsmuseum                                                 |
| Kulturladan Södra näsets byalag                           |                | Säffle, Säffle             | 59.02178, 13.12292 | 4458  | Ladda upp en till bild av detta arbetslivsmuseum                                            |
| Bjurbäckens slussar                                       |                | Storfors, Storfors         | Bjurbäcken slussvaktarstugan, Bjurbäckes slussar, 688 91 Storfors 59.58617, 14.17473                                                                                            | 4213  | Ladda upp en till bild av detta arbetslivsmuseum                                            |
| Svenska Rayon Museum                                      |                | Karlstad, Vålberg          | Ingenjörsvägen 6 59.37823, 13.18065 | 4481  | Ladda upp en bild av detta arbetslivsmuseum                                                 |
| Såguddens museum                                          |                | Arvika, Arvika             | Sågudden 59.65077, 12.60332 | 4263  | Ladda upp en bild av detta arbetslivsmuseum                                                 |
| Fyndutställningen Freja                                   |                | Kil, Kil                   | Fryksta station 59.52573, 13.33178 | 2249  | Ladda upp en bild av detta arbetslivsmuseum                                                 |
| Erlandergården i Ransäter                                 |                | Munkfors, Ransäter         | Erlandervägen 5 59.77028, 13.44945 | 2245  | Ladda upp en till bild av detta arbetslivsmuseum                                            |
| Forsnäs ramsåg                                            |                | Karlstad, Karlstad         | Norra Forsnäs 59.49928, 13.61642 | 2246  | Ladda upp en till bild av detta arbetslivsmuseum                                            |
| Freja af Fryken                                           |                | Kil, Kil                   | Fryksta 59.52573, 13.33178 | 2247  | Ladda upp en till bild av detta arbetslivsmuseum                                            |
| Dyvelstens flottningsmuseum                               |                | Forshaga, Forshaga         | Flottarevägen 59.51873, 13.44658 | 2241  | Se fler bilder av detta arbetslivsmuseum · Ladda upp en till bild av detta arbetslivsmuseum |
| Eda glasmuseum                                            |                | Eda, Charlottenberg        | Eda Folkets park 59.9228, 12.26127 | 2242  | Ladda upp en bild av detta arbetslivsmuseum                                                 |
| Eda skans museum                                          |                | Eda, Åmotfors              | Normavägen 2 59.76597, 12.36683 | 2243  | Ladda upp en bild av detta arbetslivsmuseum                                                 |
| Hembygdsgården Kollsberg                                  |                | Torsby, Torsby             | Levgrensvägen 36 60.13147, 13.0207 | 2259  | Ladda upp en bild av detta arbetslivsmuseum                                                 |
| Hembygdsgården Brevik                                     |                | Filipstad, Nykroppa        | Brevik 59.61072, 14.26267 | 2258  | Ladda upp en bild av detta arbetslivsmuseum                                                 |
| Hamra vadmalsstamp                                        |                | Hagfors, Ekshärad          | 60.10078, 13.37295 | 2257  | Ladda upp en till bild av detta arbetslivsmuseum                                            |
| Halvarstugan                                              |                | Torsby, Båtstad            | Norra Finnskoga Hembygdsgård , Höljes, Solrosvägen 2, 60.8865, 12.63495 | 2256  | Ladda upp en bild av detta arbetslivsmuseum                                                 |
| Hagfors järnvägsmuseum                                    | Järnvägsmuseum | Hagfors, Hagfors           | Uvedsvägen 7 60.0232, 13.6921 | 2255  | Se fler bilder av detta arbetslivsmuseum · Ladda upp en till bild av detta arbetslivsmuseum |
| Gamla krukmakarverkstaden på Övre Stortorpet              |                | Arvika, Arvika             | Övre Stortorpet, Västra Långvak 59.66645, 12.6619 | 2252  | Ladda upp en bild av detta arbetslivsmuseum                                                 |
| Gamla fängelset                                           |                | Karlstad, Karlstad         | Comfort Hotel Bilan, Karlbergsgatan 3 59.37945, 13.50865 | 2251  | Ladda upp en till bild av detta arbetslivsmuseum                                            |
| Gamla Bruket i Munkfors                                   |                | Munkfors, Munkfors         | Bruksgatan 47 59.84625, 13.5433 | 2250  | Se fler bilder av detta arbetslivsmuseum · Ladda upp en till bild av detta arbetslivsmuseum |
| Tingshuset i Häljebol kriminalhistoriskt museum (nedlagt) |                | Säffle, Häljebol           | Häljebol Tingshus 59.36063, 12.7892 | 2266  | Ladda upp en bild av detta arbetslivsmuseum                                                 |